# Frederic Prokosch
Frederic Prokosch (Madison, 17 maggio 1908 – Grasse, 2 giugno 1989) è stato uno scrittore e traduttore statunitense.

## Biografia
Nato a Madison, Wisconsin da genitori austriaci (il padre era insegnante di tedesco e studioso di lingue indoeuropee, la madre pianista) il 17 maggio 1908, Prokosch studiò a Yale e a Cambridge. Il suo primo romanzo, Gli asiatici (1935), ambientato in un Oriente immaginario, fu un successo mondiale, accolto con entusiasmo da scrittori come Thomas Mann, André Gide, Albert Camus.  Romanziere, poeta, collezionista di farfalle, condusse una vita nomade, frequentando gli ambienti letterari e artistici internazionali.  Nel libro di memorie Voci (1984) rievocò i suoi incontri con alcuni tra i più grandi scrittori del '900.
Negli ultimi anni della sua vita si stabilì nel sud della Francia, a Grasse, dove trascorreva il tempo "tra partite di bridge con i vicini pensionati, molte letture e la cura di una piccola casa editrice di testi che scriveva a mano e illustrava con delicate incisioni."
È morto il 2 giugno 1989 a Grasse.

## Opere
- Gli asiatici (The Asiatics, 1935), traduzione di Carlo Coardi, Bompiani, Milano, 1937; Mondadori, Milano, 1956; traduzione di F. Bovoli, Adelphi, Milano, 1986.
- The Assassins (1936), poesie
- Sette in fuga (The Seven Who Fled, 1937), traduzione di Bruno e Quirino Maffi, Bompiani, Milano, 1949; I sette in fuga, traduzione di Lucia Olivieri, Fazi, Roma, 2002.
- The Carnival (1938), poesie
- Night of the Poor (1939), romanzo
- Death at Sea (1940), poesie
- The Skies of Europe (1941), romanzo
- I cospiratori (The Conspirators, 1943), Milano, Edizioni Settecolori, 2022 (in preparazione). [romanzo, trasposto nel film omonimo del 1944]
- Chosen Poems (1945; negli USA, 1947), poesie
- Cinque notti a camminare (Age of Thunder, 1945), traduzione di Mario Figarolo, Bompiani, Milano, 1948; Mondadori, Milano, 1958.
- Gli idoli della caverna (The Idols of the Cave, 1946), traduzione di Beata Della Frattina, Mondadori, Milano, 1951.
- Storm and Echo (1948), romanzo
- Nine days to Mukalla (1953), romanzo
- Fire Song (1955), poesie
- A Tale for Midnight (1955), romanzo
- Under the Winter Moon (1958), romanzo, scritto con lo pseudonimo di Teresa Brooke
- Mother Was Always in Love (1960), romanzo di Philip Van Rensselaer e Frederic Prokosch, autore non accreditato
- A Ballad of Love (1960), romanzo
- The Seven Sisters (1962), romanzo
- The Dark Dancer (1964), romanzo
- Il naufragio della Cassandra (The Wreck of the Cassandra, 1966) traduzione di Luciano Savoia, Longanesi, Milano, 1969.
- Il manoscritto di Missolungi (The Missolonghi Manuscript, 1968),  traduzione di Luciano Savoia, Longanesi, Milano, 1968; Adelphi, Milano, 1989.
- America, My Wilderness (1972), romanzo
- Voci (Voices: a Memoir, 1984), traduzione di Gilberto Forti, Adelphi, Milano, 1985.

## Cinema
Dal suo romanzo The Conspirators del 1943, è stato tratto il film I cospiratori, interpretato da Hedy Lamarr, Paul Henreid, Sydney Greenstreet e Peter Lorre.